# Mosquée de Babri
Pour les articles homonymes, voir Babri.
La mosquée de Babri ou mosquée de Babur (hindi : बाबरी मस्जिद, ourdou : بابری مسجد, Babri Masjid) était une mosquée située à Ayodhya (district de Faizabad, Uttar Pradesh) en Inde, construite au XVIe siècle sur un site sacré pour les Hindous où s'était prétendument élevé un temple consacré à Râma  (ou Ram). Elle est détruite en 1992 à l'occasion d'une manifestation de nationalistes hindous.
Le site sur lequel elle était construite est l'objet d'un litige entre hindous et musulmans, chaque communauté le revendiquant comme lieu de dévotion. Ce contentieux est un problème majeur dans les relations entre ces communautés, en particulier dans un contexte de regain de nationalisme. Il est notamment à l'origine des pogroms anti-musulmans qui ont eu lieu en 1992 et 2002.

## Le lieu hindou, jaïn et bouddhiste originel
Selon le Ramayana, Ayodhya est le lieu de naissance de Rāma, qui est à la fois le septième avatar de Vishnu et le roi d'Ayodha.
Le Skanda-Purana, texte datant de plus de 2000 ans sur les anciens sites de pèlerinage en Inde, décrit en détail les différents temples d'Ayodhya, dont celui qui commémore l'endroit où serait né Rama. À ce titre, Ayodhya est l'une des sept villes sacrées de l'hindouisme, considérée comme une kchetra, un terrain sacré où le moksha (délivrance) peut être atteint (le Garuda-Purana le mentionne notamment).
Ainsi, le site attribué à la naissance de Rama aurait-il accueilli, selon les nationalistes hindous, avant la mosquée de Babri, un temple consacré à Rāma,. Selon un jugement de 2010, les 265 inscriptions découvertes le 6 décembre 1992 (après la démolition de la mosquée), ainsi que l'étude d'autres vestiges architecturaux ne laissent place à aucun doute sur le fait que les inscriptions retrouvées sont en écriture devanagari, datant des XIe et XIIe siècles. Les trois juges considèrent donc qu'il y a les vestiges d'un temple sous la mosquée, et deux des trois juges considèrent que le temple a été démoli.
Aux yeux du Jaïn Samata Vahini, une organisation sociale jaïn, la « structure qui a pu être trouvée lors de fouilles serait un temple jaïn du VIe siècle », et son secrétaire général, Sohan Mehta, affirme que le temple démoli a été construit sur les vestiges d'un ancien temple jaïn. Les fouilles opérées par l'Archaeological Survey of India, commanditées par la haute Cour d'Allahabad pour régler les différends concernant la mosquée Babri, l'attestent. Mehta cite des écrits du XVIIIe siècle dans lesquels des moines jaïns déclarent qu'Ayodhya était l'endroit où cinq Tirthankaras jaïns (Ajitnath, Abhinandannath, Sumatinath et Anantnath) ont séjourné et enseigné. La ville antique d'Ayodhya était parmi les cinq plus grands centres du jaïnisme et du bouddhisme avant 1527.

## Construction de la mosquée
La mosquée est construite en 1527 sur l'ordre de Bâbur, premier empereur moghol, dont elle porte le nom,. Avant les années 1940, la mosquée est aussi appelée Masjid-i-Janmasthan (hindi : मस्जिद ए जन्मस्थान, ourdou : مسجدِ جنمستھان), expression qu'on peut traduire par « mosquée de la naissance ». Il s'agissait alors de l'une des plus grandes de l'Uttar Pradesh, État qui, en 2001 comptait plus de 31 millions de musulmans.

## Destruction de la mosquée
Le différend d'Ayodhya (en) (connue en Inde sous le nom de Ram Janmabhoomi-Babri Masjid controversy) est un débat politique, historique, social et religieux, concernant le terrain de la mosquée de Babri et la possibilité pour les hindous d'y accéder. La revendication de la destruction de cette mosquée a ainsi été un thème majeur de la campagne du Bharatiya Janata Party (BJP) lors des élections législatives de 1989.
Le 6 décembre 1992, la mosquée est détruite lors d'un rassemblement politique organisé par  le BJP qui dégénère en une émeute impliquant près de 150 000 personnes malgré l'engagement pris par les organisateurs de la marche auprès de la Cour suprême de l'Inde que la mosquée ne serait pas endommagée,.

## Conflits inter-religieux autour de l'avenir du site
Plus de 2 000 personnes, en majorité musulmanes, sont tuées au cours des émeutes qui suivent dans de nombreuses grandes villes de l'Inde, notamment à Bombay et à Delhi. Ces troubles ont provoqué l'instauration de la President's rule (administration directe par le pouvoir central) dans l'État d'Uttar Pradesh alors dirigé par le BJP.
En 2002, la mort de 58 pèlerins hindous dans l'incendie de leur train revenant d’Ayodhya a débouché sur des pogroms dans le Gujarat qui ont fait entre 800 et 2 000 victimes. Le Gujarat est alors gouverné par Narendra Modi, qui est vivement critiqué pour sa passivité face à ces événements. Le site de la mosquée de Babri reste à la fois un symbole et une poudrière dans une Inde de plus en plus empreinte de nationalisme hindou.
Les Jaïns ne sont pas en reste, puisqu'ils revendiquent la paternité de l'ouvrage précédant la mosquée. Selon le Jaïn Samata Vahini, une organisation sociale des jaïns, la « structure qui a pu être trouvée lors de fouilles serait un temple jaïn du VIe siècle » ; Sohan Mehta, secrétaire général du Jaïn Samata Vahini, revendique que la structure démolie a été construite sur les vestiges d'un ancien temple jaïn, et que l'excavation par l'Archaeological Survey of India, commandée par la haute Cour d'Allahabad pour régler les différends concernant la mosquée Babri, le prouve.
La communauté musulmane a entrepris une action en justice pour retrouver la propriété du terrain. La Haute Cour d'Allâhâbâd a décidé, le 30 septembre 2010, que le site devait être divisé en trois parties : un tiers aux représentants de la communauté hindoue, un autre aux représentants de la communauté musulmane, le dernier étant octroyé à l'organisation hindoue Nirmohi Akhara. Le jugement considère que la mosquée a été construite sur les ruines d'un temple hindou, et deux juges sur trois considèrent que le temple a été démoli. Cette décision a été cassée en 2011, à la demande des musulmans. L'affaire est désormais entre les mains de la Cour Suprême de l'Inde.
Les pressions des mouvements nationalistes hindous se multiplient pour qu'un temple soit reconstruit sur le site. Le Sangh Parivar (regroupement d'organisations nationalistes hindoues, dont le Rashtriya Swayamsevak Sangh (RSS) et le Bharatiya Janata Party, revendiquent la construction de cet édifice. Des plans sont réalisés et des matériaux de construction sont bénis et entreposés à proximité du site. Cette reconstruction est devenue un totem pour la droite nationaliste. Dans un contexte d'incertitudes électorales pour le BJP, des dizaines de milliers de nationalistes hindous manifestent le 25 novembre 2018 pour exiger l'édification du temple. La réélection de Narendra Modi et la victoire du BJP, en mai 2019, ont conforté ces revendications. Mohan Bhagwat, le chef du RSS, déclare [Où ?] « Notre gouvernement est revenu. Nous devons faire le travail de Rama et ce travail doit être fait à tout prix ! »

## Construction d'un nouveau temple hindou
Le 9 novembre 2019, une décision de la Cour Suprême accorde l'autorisation de construction du Ram Mandir, le terrain devenant propriété pleine et entière des hindous. La Cour demande aux pouvoirs publics à titre compensatoire d'accorder aux musulmans un autre terrain situé dans un endroit approprié et bien en vue,.
Le journaliste Siddharth Varadarajan, fondateur du site d’information The Wire, souligne que la procédure concernant la propriété du terrain a été « accélérée à la demande de Modi », le Premier ministre nationaliste, alors que le dossier dans lequel sont poursuivis les destructeurs de la mosquée « continue de traîner en longueur ».
Le chantier de construction démarre le 5 août 2020, et il est l'occasion d'une cérémonie fortement symbolique, car cette date correspond à l'anniversaire de la très controversée révocation du statut spécial du Jammu-et-Cachemire. Le Premier ministre Narendra Modi préside personnellement la cérémonie religieuse et dépose lui-même des offrandes dans les fondations du nouveau temple. À ses côtés sur l'estrade de la cérémonie, un prêtre, le gouverneur, le chef du gouvernement de l’Uttar Pradesh (membre du Bharatiya Janata Party), et le chef de l’organisation d'extrême droite Rashtriya Swayamsevak Sangh. Cette cérémonie rencontre un écho considérable en Inde et sur le plan international, notamment au sein de la diaspora indienne. .
Cette construction est une victoire symbolique très forte pour les nationalistes hindous et pour Narendra Modi, qui promet l'achèvement du temple avant les prochaines élections législatives. Pour Nilanjan Mukhopadhyay, journaliste spécialiste du nationalisme hindou, « cette cérémonie oblitère toute séparation entre la religion et l’État. » Et il ajoute: « Le dieu Ram n’est plus un dieu, mais il est converti en symbole du nationalisme indien. Tous les Indiens qui appartiennent aux minorités religieuses ou qui sont opposés à cette vision n’auront plus voix au chapitre ».
Narendra Modi inaugure ce temple en janvier 2024, tandis que la fin des travaux n'est prévue qu'en 2027.

### Fiction
- Shashi Tharoor, L'émeute, Paris, Seuil, 2002, 332 p. (ISBN 978-2-02-051047-9)